# Bârseștii de Jos, Argeș
Bârseștii de Jos este un sat în comuna Tigveni din județul Argeș, Muntenia, România.